# Jan Vojtěch Freisleben z Bischofshofenu
Jan Vojtěch svobodný pán Freisleben z Bischofshofenu (německy Johann Adalbert Freiherr Freisleben von Bischofshofen, ? – jaro 1680? Čestín) byl česko-rakouský šlechtic z rodu Freislebenů z Bischofshofenu, majitel čestínského zámku a přilehlého panství. Na základě jeho krutého jednání s poddanými zaútočil na čestínský zámek ozbrojený selský dav a usmrtil jej. Zpráva o jeho smrti přispěla k rozšíření selského povstání v českých zemích roku 1680 mimo oblast Čáslavska i do dalších částí Čech.

## Životopis

### Mládí
Narodil se jakožto člen rodu Freislebenů z Bischofshofenu, patrně do její české větvě, erbovních měšťanů Jihlavy. Její členové se podíleli i na chodu města a Bedřich Freisleben z Bischofshofenu působil v letech 1640–1648 jako jihlavský rychtář. Rovněž jsou Freislebenové v době třicetileté války připomínáni v Čáslavi. Byl nositelem titulu svobodný pán (freiherr).

### Majitelem Čestína
16. března 1673 zakoupil Jan Vojtěch od Ferdinanda Šebestiána svob. pána z Vernieru za 17 000 zlatých panství Čestín sestávající z budovy čestínského zámku a několika přilehlými vesnicemi. Vůči svým poddaným byl pan Freisleben však velmi krutý a vymáháním náročných robotních povinností decimoval své poddané. Ještě před rokem 1680 nechal založit nedaleko Petrovic sklářské hutě, které později dali vzniknout zdejší osadě Stará Huť.

### Selské povstání a úmrtí
Vinou špatné hospodářské situace v monarchii po decimační třicetileté válce a rozšířené tendenci vykořisťování poddaných vrchností docházelo na přelomu roku 1679 a 1680 k selským nepokojům. Roku 1680 připravili sedláci z různých oblastí Čech petici adresovanou císaři Leopoldovi I., který v Čechách přechodně sídlil kvůli morové epidemii ve Vídni. Ten ale reagoval vydáním patentu rušícího veškeré selské výsady udělené před rokem 1618 a zákazem dalších petic. Císařova reakce vedla poslézek ke vzbouření 160 českých panství. Mezi prvními se na Čáslavsku zformovala skupina o síle údajně až 900 sedláků, kteří odmítli nadále plnit robotní povinnosti a odešli ze svých domovů do lesů. Improvizovaně ozbrojený voj pod vedením několika zběhlých vojenských důstojníků se následně zorganizoval k útoku na vrchnostenský majetek v okolí.
V prvních měsících roku 1680 tato skupina podnikla útok také na zámek nenáviděného majitele čestínského panství pana Freislebena. Dav měl údajně přitáhnout k zámku, kde se Freisleben opevnil se svým panským správcem a částí čeledě. Služební však od svého pána záhy uprchli a Freisleben měl na zámku zůstat se správcem sám. Sedláci následně do sídla vtrhli, správce zbili a zmučili. Poté, co do davu vystřelil, povstalci zámeckého pána zabili. Uvádí se, že Jan Vojtěch Freisleben měl být uškrcen jistým Janem Kronusem, Freislebenovým poddaným.

### Po smrti
Případ usmrcení majitele panství svými poddanými nebyl v českých poměrech nijak běžným excesem, zpráva o Freislebenově osudu se pak stala informací přiživující akce selských bouří. Primárním ohniskem se posléze staly severní a západní Čechy, ostatní centra byla spíš lokálního charakteru. Rebelie byly tvrdě potlačeny za použití vojenské síly. Asi největší bojovou akcí byla porážka sedláků z bezdružického panství, údajně vedené Hansem Muckem, v bitvě na Ovčím vrchu 6. května 1680 nedaleko Bezdružic. Iniciovaly ale snahu uzákonit rozsah robot, který může vrchnost po poddaných vyžadovat (robotní patenty se dále vyvíjely až do poloviny 18. století).
Po smrti Jana Vojtěcha z Freislebenu prodaly jeho dědičky čestínské panství, sestry Kateřina z Keimbachu, Františka z Heinrichsbergu a Klára z Putzu, roku 1680 nebo 1681 Marii Rosalii z Vernieru, příbuzné prapůvodního majitele Ferdinanda Šebestiána.